# Jacob Onsrud
Jacob Onsrud   (Vestre Toten, 23 de febrer de 1882 - Østre Toten, 4 de novembre de 1971) va ser un tirador noruec que va competir a començaments del segle xx. Era germà del també tirador August Onsrud.
El 1920 va prendre part en els Jocs Olímpics d'Anvers, on disputà tres proves del programa de tir. Guanyà la medalla de plata en la prova de rifle militar 300 i 600 metres, bocaterrosa per equips, mentre en la de rifle militar 600 metres per equips fou quart i en la de rifle militar 300 metres per equips sisè.